# بطولة العالم لسباق الدراجات على الطريق 2011
بطولة العالم لسباق الدراجات على الطريق 2011 هي الدورة ال84 من بطولة العالم لسباق الدراجات على الطريق، أجريت في كوبنهاغن، الدنمارك. في الفترة 29 سبتمبر– 3 أكتوبر 2011.

## النتائج النهائية
| المسابقة              | ذهبية                             | فضية                            | برونزية                        |
| --------------------- | --------------------------------- | ------------------------------- | ------------------------------ |
| الرجال                |                                   |                                 |                                |
| سباق الطريق ضد الساعة | مارك كافنديش (المملكة المتحدة)    | ماثيو جوس (أستراليا)            | أندريه جريبيل (ألمانيا)        |
| سباق الطريق المداري   | طوني مارتين (ألمانيا)             | برادلي ويغينز (المملكة المتحدة) | فابيان كانسيليرا (سويسرا)      |
| السيدات               |                                   |                                 |                                |
| سباق الطريق ضد الساعة | جوديث أرندت (ألمانيا)             | ليندا فيلومسين (نيوزيلندا)      | إيما بولي (المملكة المتحدة)    |
| سباق الطريق المداري   | جورجيا برونزيني (إيطاليا)         | ماريان فوس (هولندا)             | Ina-Yoko Teutenberg ‏ (ألمانيا) |
| رجال أقل من 23 سنة    |                                   |                                 |                                |
| سباق الطريق المداري   | ارنو ديمار (فرنسا)                | أدريان بيتي (فرنسا)             | أندرو فين (المملكة المتحدة)    |
| سباق الطريق ضد الساعة | Luke Durbridge ‏ (أستراليا)        | راسموس كواد (الدنمارك)          | مايكل هيبورن (أستراليا)        |
| شبان                  |                                   |                                 |                                |
| سباق الطريق المداري   | Pierre-Henri Lecuisinier ‏ (فرنسا) | Martijn Degreve (بلجيكا)        | Steven Lammertink ‏ (هولندا)    |
| سباق الطريق ضد الساعة | مادس فورتز شميت (الدنمارك)        | جيمس أورام (نيوزيلندا)          | David Edwards (أستراليا)       |
| شابات                 |                                   |                                 |                                |
| سباق الطريق المداري   | لوسي غارنر (المملكة المتحدة)      | جيسي درويتس ‏ (بلجيكا)           | كريستينا سيجارد (الدنمارك)     |
| سباق الطريق ضد الساعة | Jessica Allen (أستراليا)          | إلينور باركر (المملكة المتحدة)  | ميكي كروجر (ألمانيا)           |